# Număr cuantic de spin
În mecanica cuantică, numărul cuantic de spin (simbolizat s sau mai rar ms) este unul dintre cele patru numere cuantice folosite pentru descrierea stării unui electron dintr-un atom și cuantifică spinul unei anumite particule. În cazul electronului, valorile posibile ale lui ms sunt -½ și +½ (numite uneori „jos” sau „sus”)